# Orbáiz
Orbáiz (Orbaitz en euskera y cooficialmente) es un despoblado español del municipio de Lónguida, perteneciente a la Comunidad Foral de Navarra.

## Historia
Hacia mediados del siglo XIX, el lugar, ya por entonces perteneciente a Lónguida, tenía contabilizada una población de 77 habitantes. Aparece descrito en el duodécimo volumen del Diccionario geográfico-estadístico-histórico de España y sus posesiones de Ultramar de Pascual Madoz con las siguientes palabras:

ORBAIZ: l. del ayunt. y valle de Longuida, en la prov. y c. g. de Navarra, part. jud. de Aoiz (1 leg.), aud. terr. y dióc. de Pamplona (5 1/2): sit. en una meseta triangular entre el r. Archura y una regata que baja por O.; clima templado; reinan los vientos N. y S., y se padecen inflamaciones y catarros. Tiene 16 casas que forman tres calles empedradas; escuela de primera educacion para ambos sexos, frecuentada por 26 alumnos y dotada con 1,000 rs.; igl. parr. de entrada (San Martin), matriz de Itoiz, servida por un abad de provision de los vec.; cementerio próximo á la igl., y una ermita (San Emeterio y Celedonio): los hab. se surten para sus usos domésticos y abrevadero de los ganados, de las aguas de una fuente y del r. El térm., que se estiende 1/2 leg. de N. á S. y 1 de E. á O., confina N. Nagore; E. Ezcay; S. Gorriz, y O. Aloz: comprendiendo dentro de su circunferencia un monte titulado Mendicoa, y un cerro, poblado de robles, pinos y muchos arbustos: tambien se hallan canteras de piedra caliza, y abundantes pastos para el ganado lanar y cabrío. El terreno es secano, pedregoso y poco fértil: le atraviesan el r. Archura por N., y un riach. por O., con un puente de piedra sobre cada uno. Los caminos son locales: el correo se recibe de Aoiz. prod.: trigo, avena, maiz, vino y patatas; cria de ganado vacuno, cabrío y lanar; caza de perdices y liebres; pesca de truchas. pobl.: 18 vec., 77 alm. riqueza: con el valle (V.).
(Madoz, 1849, p. 292)

El lugar quedó sumergido en el embalse de Itoiz. En 2022, no tenía empadronado ningún habitante.